# Bugatti Rimac
Bugatti Rimac doo est une joint venture entre les groupes automobiles Rimac et Porsche AG. Le siège social de la société est situé à Sveta Nedelja, en Croatie, au siège de Rimac Automobili.

## Structure, marques
Le groupe Bugatti Rimac se compose de Bugatti Automobiles et Rimac Automobili. Porsche détient 45 % des actions, les actions restantes sont détenues par le groupe Rimac. La répartitions des actionnaires est la suivante: Mate Rimac avec 35 %, Porsche  avec 22 %, Hyundai avec 11 % et divers petits actionnaires avec 32 %.

## Direction générale
(Au 1er novembre 2021 | Source :  )
| Domaine d'activité          | nom                | Membre depuis     | travaux antérieurs                                                                         |
| --------------------------- | ------------------ | ----------------- | ------------------------------------------------------------------------------------------ |
| Directeur général           | Mate Rimac         | 1er novembre 2021 | Président-directeur général, Rimac Automobili doo                                          |
| chef de l'exploitation      | Christophe Piochon | 1er novembre 2021 | Responsable de production, Bugatti Automobiles SAS                                         |
| directeur financier         | Larissa Fleischer  | 1er novembre 2021 | Responsable du contrôle de la numérisation et des nouveaux modèles commerciaux, Porsche AG |
| directeur de la technologie | Emilio Scervo      | 1er novembre 2021 | Directeur de la technologie, Rimac Automobili doo                                          |

### Conseil de surveillance
(Au 1er novembre 2021 | Source :  )
| nom           | Membre depuis     | fonction                                  |
| ------------- | ----------------- | ----------------------------------------- |
| Olivier Blume | 1er novembre 2021 | Président-directeur général de Porsche AG |
| Lutz Meschke  | 1er novembre 2021 | Directeur financier, Porsche AG           |

(Au 1er novembre 2021)
|         | Poursuivre              | Emplacements  | Employés | Modèles            |
| ------- | ----------------------- | ------------- | -------- | ------------------ |
| Europe  |                         |               |          |                    |
| France  | Bugatti Automobiles SAS | Molsheim      | 120      | Bugatti Centodieci |
| Croatie | Rimac Automobili doo    | Sveta Nedelja | 536      | Rimac Nevera       |